# Ústí nad Orlicí (distrito)
Ústí nad Orlicí é um distrito da República Checa na região de Pardubice, com uma área de 1 265 km² com uma população de 139 387 habitantes (2002) e com uma densidade populacional de 110 hab/km².